# 790

## Родени
- Ли Хе – китайски поет (починал през 816)
- Лу Тонг – китайски поет (починал през 835)